# Nebria rathvoni
Nebria rathvoni är en skalbaggsart som beskrevs av Leconte 1853. Nebria rathvoni ingår i släktet Nebria och familjen jordlöpare. Inga underarter finns listade i Catalogue of Life.